# Johann Weitzer
Johann Weitzer (magyarosan Weitzer János) (Friedberg (Stájerország), 1832. augusztus 18. – Graz, 1902. október 2.) osztrák gyáros.
1854-ben nyitotta meg patkoló- és kocsikovács műhelyét Grazban, amelyet 1857-ben kocsikészítő gyárrá bővít K. k. priv. Wagenfabrik J. Weitzer néven.
A vállalat különféle szekereket, járműveket gyártott magánszemélyeknek és kereskedőknek, valamint különleges járműveket készített postáknak és vidéki orvosoknak. A hadsereg hivatalos beszállítójaként katonai szekereket gyárt, emellett elsőként készít hátultöltős puskákat az osztrák sereg számára. 1870-re a Weitzer-féle gyárakban már 1500 ember dolgozott.
Johann Weitzer 1891-ben alapította meg aradi fiókvállalatát Weitzer János Gép-, Waggongyár és Vasöntöde Rt. néven, amely jelentős mennyiségben gyártott mozdonyokat, vasúti kocsikat a Magyarország területén működő vasúttársaságok részére.
A dízelmotorral hajtott vasúti járművek gyártását a gyár 1899-től kezdte meg, 1900-tól pedig villanymotoros vasúti járműveket is készített.
A Weitzer által alapított grazi gyárat 1934-ben a simmeringi vagon- és gépgyár (Simmeringer Maschinen- und Waggonbaufabrik AG) vásárolta fel, amely később más osztrák gyárakkal egyesülve a Simmering-Graz-Pauker vállalatba olvadt.